# Senecio lamarckianus
Espèce
Classification phylogénétique
Statut de conservation UICN

 CR D : 
En danger critique
Le Bois de chèvre (Senecio lamarckianus), est une espèce de plantes à fleurs de la familles des Asteraceae endémique à l'île Maurice. Elle est menacée par la destruction de son habitat.